# Götz Wolf
Götz Wolf fut un enfant star acteur allemand.

## Biographie
Götz Wolf joue Brüderchen dans l'adaptation du conte Brüderchen und Schwesterchen par Walter Oehmichen (de) sorti en 1953 ; Maria Kottmeier joue Schwesterchen.
L'année suivante, il est l'un des frères du Petit Chaperon rouge dans l'adaptation par Walter Janssen.
Ces deux films sont produits par Schongerfilm.

## Filmographie
- 1953 : Brüderchen und Schwesterchen
- 1954 : Rotkäppchen